# قضاء الإمام الصادق
قضاء الإمام الصادق (حاليا) أو ناحية طلحة (سابقا) وهو قضاء في  محافظة البصرة، جنوب العراق كانت سابقا ناحية طلحة وتابعه الى قضاء المدينة ، مساحتها 217 كيلومتراً مربعاً، وعدد سكانها يبلغ نحو 130 ألف نسمة (بحسب إحصاء عام 2017) وتعد من أهم المدن لما تحويه من حقول نفطية ضخمة. ناحية طلحة ضمن مناطق الأهوار. وفيها نادي الصادق.

## التأسيس
تأسست مدينة طلحة في عام 1967 بموجب مرسوم جمهوري آناذاك وكانت تتبع قضاء القرنة ثم انفصلت عنه واصبحت تتبع قضاء المدينة حتى أصبحت قضاء مستقل عام 2019.

## التاريخ
استحدثت الناحية موجب المرسوم الجمهوري المرقم 717 والمؤرخ 1978، وهي ناحية واسعة في العهد العثماني تُسمى حينذاك ناحية بني منصور، عُيِّن الشيخ حسين الفضل مديرًا لها وباشر في وظيفته بتاريخ 23/2/1921.

## المساحة
يمتد قضاء طلحة طولا بين قضائي القرنة والمدينة والمسافة (37) كم2 وبلغ عرضها حوالي (4) كم.

## موقع القضاء
يقع القضاء في شمال محافظة البصرة ويحده من الشمال والغرب قضاء المدينة ومن جهة الشرق قضاء القرنة ومن جهة الجنوب قضاء الزبير.

## أحياء ناحية طلحة
| اسم الحي      | مساحته | سكانه |
| الموظفين      |        |       |
| العسكريين     |        |       |
| الصادق        |        |       |
| الجاسم        |        |       |
| الحوش الجنوبي |        |       |
| مزرعة         |        |       |
| الصبيح        |        |       |

## الدوائر الخدمية والحكومية
لا توجد في الناحية دوائر خدمية كبيرة مناسبة للناحية فيوجد فقط:
- المجلس المحلي
- المجلس البلدي
- دائرة كهرباء
- دائرة الاحوال المدنية
- مكتب بريد واتصالات
- المركز الصحي
- المركز البيطري
- مركز شرطة
- دائرة تحلية الماء
- دائرة توزيع المياه

## السكان
ذكر الموقع الرسمي لديوان محافظة البصرة في مقالة منشورة سنة 2019 أن ناحية الإمام الصادق يسكنها أكثر من (95,000 نسمة) في عام 2012 وأغلب سكان المدينة من المزارعين وفيها العديد من العشائر العربية أهمها عشيرة الحلاف وبني منصور، وعشيرة المياح وغيرها من العشائر العربية.
| السنة | العدد | المساحة كيلومتراً |
| 1969  |       | 262              |
| 1977  | 27005 |                  |
| 1987  | 47953 |                  |
| 1997  | 47756 | 217              |
| 2007  | 59769 | 217              |
| 2013  | 68249 | 217              |

## الوضع الاجتماعي
تعيش المدينة وضع أجتماعي صعب بسبب عدم وجود خدمات مناسبة وأغلب سكانها من المزارعين يعيشون على صيد الاسماك وتربية أنواع محدد من الحيوانات وكذلك الزراعة وغيرها من الأعمال.

## المصدر
1. ↑  صادق جعفر إبراهيم ومحمد سجاد عبد. "التباين المكاني للمستويات التعليمية لسكان قضاء المدينة". العراق: مجلة ابحاث البصرة للعلوم الأنسانية, 2018, المجلد 43, العدد 3-A, الصفحات 128-150. مؤرشف من الأصل في 2023-03-13. {{استشهاد بدورية محكمة}}: الاستشهاد بدورية محكمة يطلب |دورية محكمة= (مساعدة)
2. ↑  "ديوان محافظة البصرة - نبذة مختصرة عن قضاء الامام الصادق (ع)". basra.gov.iq. مؤرشف من الأصل في 2022-11-07. اطلع عليه بتاريخ 2022-11-07.
3. ↑  حسين عليوي ناصر الزيادي. "نمو السكان في مناطق اهوار جنوب العراق للمدة 1977-2007". العراق: مجلة اداب ذي قار، 2013, المجلد 3, العدد 9, الصفحات 252-269. مؤرشف من الأصل في 2023-01-23. {{استشهاد بدورية محكمة}}: الاستشهاد بدورية محكمة يطلب |دورية محكمة= (مساعدة)
4. ↑  مصطفى عبد محي الشبيب والسيد حسام حبيب طاهر. "تأثير بعض التمارين البصرية المهارية على قيم بعض المتغيرات البيوميكانيكية في اداء مهارتي المناولة من الاعلى و الاسفل بالكرة الطائرة". العراق: مجلة دراسات وبحوث التربية الرياضية, 2017, المجلد /, العدد 51, الصفحات 179-194. مؤرشف من الأصل في 2023-03-13. {{استشهاد بدورية محكمة}}: الاستشهاد بدورية محكمة يطلب |دورية محكمة= (مساعدة)
5. ↑  مؤيد سعيد بسيم (1990). الدليل الإداري. العراق: الدار العربية. ص. 366.
6. ↑  حميد أحمد حمدان (1979). البصرة في الحرب العالمية الاولى. البصرة. ص. 367.{{استشهاد بكتاب}}:  صيانة الاستشهاد: مكان بدون ناشر (link)
7. ↑  "غير معروف". الوقائع العراقية. وزارة المالية العراقية. ع. 4. أبريل 1921. ص. 10.
8. ↑  "المشاكل المتعلقة بالجوانب الاقتصادية والاجتماعية للمراكز الحضرية في قضاء المدينة". العراق: مجلة الخليج العربي, 2020, المجلد 48, العدد 1-2, الصفحات 365-386. مؤرشف من الأصل في 2023-03-13. {{استشهاد بدورية محكمة}}: الاستشهاد بدورية محكمة يطلب |دورية محكمة= (مساعدة) والوسيط |الأول= يفتقد |الأخير= (مساعدة)
9. ↑  محمد عرب نعمة الموسوي. "كفاءة خدمات التعليم الابتدائي في قضاء المدينة" (PDF). العراق: مجلة البحوث الجغرافية, 2015, المجلد , العدد 21, الصفحات 375. مؤرشف من الأصل (PDF) في 2023-03-13. {{استشهاد بدورية محكمة}}: الاستشهاد بدورية محكمة يطلب |دورية محكمة= (مساعدة)
10. ↑  "مجموعة الاحصائية السنوية". العراق: الجهاز المركزي للإحصاء. 1969: 41. مؤرشف من الأصل في 2023-03-13. {{استشهاد بدورية محكمة}}: الاستشهاد بدورية محكمة يطلب |دورية محكمة= (مساعدة)